# 1957年10月23日日食
1957年10月23日日食是一次日全食，發生於1957年10月23日（西半球的部分日偏食區域大多為10月22日）。新月當天（即朔日），地球上觀測到月球和太阳的角距離極小，此時月球如果恰好在月球交點附近，穿過太阳和地球之間，與地球、太阳接近一直線，則會出現日食。月球本影接觸地表而使該區域完全得不到陽光，就會形成日全食，同時在本影兩側數千公里的半影範圍內遮擋部分陽光，形成日偏食。此次日全食只經過了南极洲毛德皇后地西北部以北的威德爾海部分海域，日偏食則覆蓋了非洲南部、南极洲大部分及周邊部分地區。

## 日食概況

### 出現區域
此次日全食發生時，月影軸線未經過地球，僅從地球南端以外掠過，本影擦過南极洲毛德皇后地西北部以北的威德爾海約520公里長的區域，是地球上唯一能看到此次日全食的地方。整個過程中，全食帶未經過任何陸地。
除了上述極短的全食帶內能看見日全食之外，月球半影覆蓋範圍內都能看到日偏食，包括南极洲除南極半島一帶以外的大部分、南部非洲除南非聯邦託管下的西南非洲（今纳米比亚）西北半部和贝专纳（今波札那）西北角外的大部、羅德西亞與尼亞薩蘭聯邦中南部（今赞比亚東南半部、辛巴威、马拉维中南部）、东非南部、凱爾蓋朗群島、麦夸里岛、新西兰南部。
月球在其軌道上自西向東轉動，發生日食時，月球在地球表面的陰影也大多自西向東移動，而從地球上看，太陽的西側先被月球遮掩，然後逐漸向東。但此次日食發生在南半球的夏季，地軸南端向太陽方向傾斜，月球本影經過了晨昏圈最南端附近的區域，因而在整個本影經過的全食帶，以及一部分被半影覆蓋、看到日偏食的區域內，月影在地表自東向西移動，地面上看到的太陽東側最先被月球遮掩。全食帶及多數偏食區域內的日食都發生在10月23日，而南极洲沒有確定使用的时区，且許多區域處於極晝，從地理位置上看，西部南極洲的部分地區在10月22日夜晚看到日偏食，其中更有一部分處於極晝地區的日偏食在10月22日子夜前不久開始，在10月23日凌晨結束。
整個20世紀只有5次月影軸線未經過地球而本影或偽本影擦過地球一端的日食，包括3次日全食和2次日環食。上一次恰好是同一年的1957年4月30日的日環食，而下次則是1967年11月2日的日全食。

### 基本參數
- 類型：日全食
- 食甚中心處（位於南极洲毛德皇后地西北部海岸西北約210公里的威德爾海）資料：
  - 時間：1957年10月23日4:53:30.3
  - 地點：71°10.9′S 23°10.3′W / 71.1817°S 23.1717°W
  - 食分：1.0013（全食帶內最大）

## 相關的日月食

### 月全食
1957年11月7日的月全食在本次日全食後半個月發生，同屬一個食季。這是自1950年9月12日的日全食和1950年9月26日的月全食以來首次出現一個食季中的日食和月食均為全食，即日全食和月全食相隔僅半個月相繼發生，而下一次出現則要等到1967年10月18日的月全食和1967年11月2日的日全食。

### 1957-1960年的日食
月球交替位於相對的月球交點時，以半個交點年（食年），即約177天又4小時間隔出現下列日食。
| 降交點   | 降交點                   |          | 升交點                   | 升交點 |
| 沙羅週期 | 地圖                     | 沙羅週期 | 地圖                     |        |
| 118      | 1957年4月30日 環食       | 123      | 1957年10月23日 全食      |        |
| 128      | 1958年4月19日 環食       | 133      | 1958年10月12日 全食      |        |
| 138      | 1959年4月8日 環食        | 143      | 1959年10月2日 全食       |        |
| 148      | 1960年3月27日 偏食（南） | 153      | 1960年9月20日 偏食（北） |        |

### 沙羅周期
沙羅周期長度為18年11天。本次日食屬於沙羅周期123，共包含70次日食，依次為1074年4月29日至1164年6月21日的6次日偏食、1182年7月2日至1651年4月19日27次日環食、1669年4月30日至1705年5月22日的3次全環食（亦稱混合食）、1723年6月3日至1957年10月23日的14次日全食、1975年11月3日至2318年5月31日的20次日偏食，總共歷時1244.08年。其中最長的全食發生於1813年7月27日，共持續了3分27秒。
下表列舉了1901年至2100年間發生的屬於該周期的日食，是第47至57次：
| 47             | 48            | 49             |
| -------------- | ------------- | -------------- |
| 1903年9月21日  | 1921年10月1日 | 1939年10月12日 |
| 50             | 51            | 52             |
| 1957年10月23日 | 1975年11月3日 | 1993年11月13日 |
| 53             | 54            | 55             |
| 2011年11月25日 | 2029年12月5日 | 2047年12月16日 |
| 56             | 57            |                |
| 2065年12月27日 | 2084年1月7日  |                |

## 資料來源
1. ↑  樊忠玉. . 中国天文科普网.   [2016-03-21]. （原始内容存档于2014-09-17）.
2. 1 2  Fred Espenak. . NASA Eclipse Web Site.   [2016-03-21]. （原始内容存档于2020-10-23）.（英文）
3. ↑  Fred Espenak. . NASA Eclipse Web Site.   [2016-03-21]. （原始内容存档于2020-10-23）.（英文）
4. ↑  Xavier M. Jubier. .   [2016-03-21]. （原始内容存档于2017-03-27）.（法文）（英文）
5. 1 2  Fred Espenak. . NASA Eclipse Web Site.   [2016-03-21]. （原始内容存档于2008-08-29）.（英文）
6. ↑  Fred Espenak. . NASA Eclipse Web Site.（英文）

## 外部連結
- NASA日食專頁（页面存档备份，存于）（英文）
- 可見區域圖和時間統計：由弗雷德·埃斯佩纳克做出的日食預報，NASA/GSFC
  - Google互動地圖呈現的日食範圍
  - 貝塞爾元素
- Google地圖顯示的日全食和日偏食範圍（页面存档备份，存于）（法文）（英文）

| \| \| 日食 \|                             |                               |                                           |
| 上一次日食： 1957年4月30日日食 （日環食） | 1957年10月23日日食 （日全食） | 下一次日食： 1958年4月19日日食 （日環食） |
| 上一次日全食： 1956年6月8日日食           | 1957年10月23日日食 （日全食） | 下一次日全食： 1958年10月12日日食         |
|                                           | 日食                          |                                           |